# Autobahnkreuz Oldenburg-Ost
Das Autobahnkreuz Oldenburg-Ost (Abkürzung: AK Oldenburg-Ost; Kurzform: Kreuz Oldenburg-Ost) ist ein Autobahnkreuz in Niedersachsen in der Metropolregion Nordwest. Es verbindet die Bundesautobahn 28 (Leer – Delmenhorst; E 22) mit der Bundesautobahn 29 (Wilhelmshaven – Dreieck Ahlhorner Heide).

## Geographie
Das Autobahnkreuz liegt auf dem Stadtgebiet von Oldenburg. Nächstgelegene Stadtteile sind Tweelbäke, Krusenbusch, Drielaker Moor und Neuenwege. Die umliegenden Städte und Gemeinden sind Hude (Oldenburg) und Hatten. Es befindet sich etwa 5 km südöstlich der Oldenburger Innenstadt, etwa 35 km westlich von Bremen und etwa 45 km südlich von Wilhelmshaven.
Zudem befindet es sich unweit des Naturparks Wildeshauser Geest.
Das Autobahnkreuz Oldenburg-Ost trägt auf der A 28 die Anschlussstellennummer 16, auf der A 29 ebenfalls.

## Bauform und Ausbauzustand
Beide Autobahnen sind vierstreifig ausgebaut. Die Verbindungsrampen sind einspurig ausgeführt.
Das Autobahnkreuz wurde als Kleeblatt angelegt.

## Verkehrsaufkommen
Das Kreuz wird täglich von rund 92.000 Fahrzeugen befahren.
| Von                            | Nach               | Durchschnittliche tägliche Verkehrsstärke | Anteil Schwerlastverkehr |
| ------------------------------ | ------------------ | ----------------------------------------- | ------------------------ |
| AS Oldenburg-Osternburg (A 28) | AK Oldenburg-Ost   | 59.900                                    | 08,8 %                   |
| AK Oldenburg-Ost               | AS Hatten (A 28)   | 55.700                                    | 10,8 %                   |
| AS Oldenburg-Hafen (A 29)      | AK Oldenburg-Ost   | 36.500                                    | 10,5 %                   |
| AK Oldenburg-Ost               | AS Sandkrug (A 29) | 31.300                                    | 10,7 %                   |